# Makrum

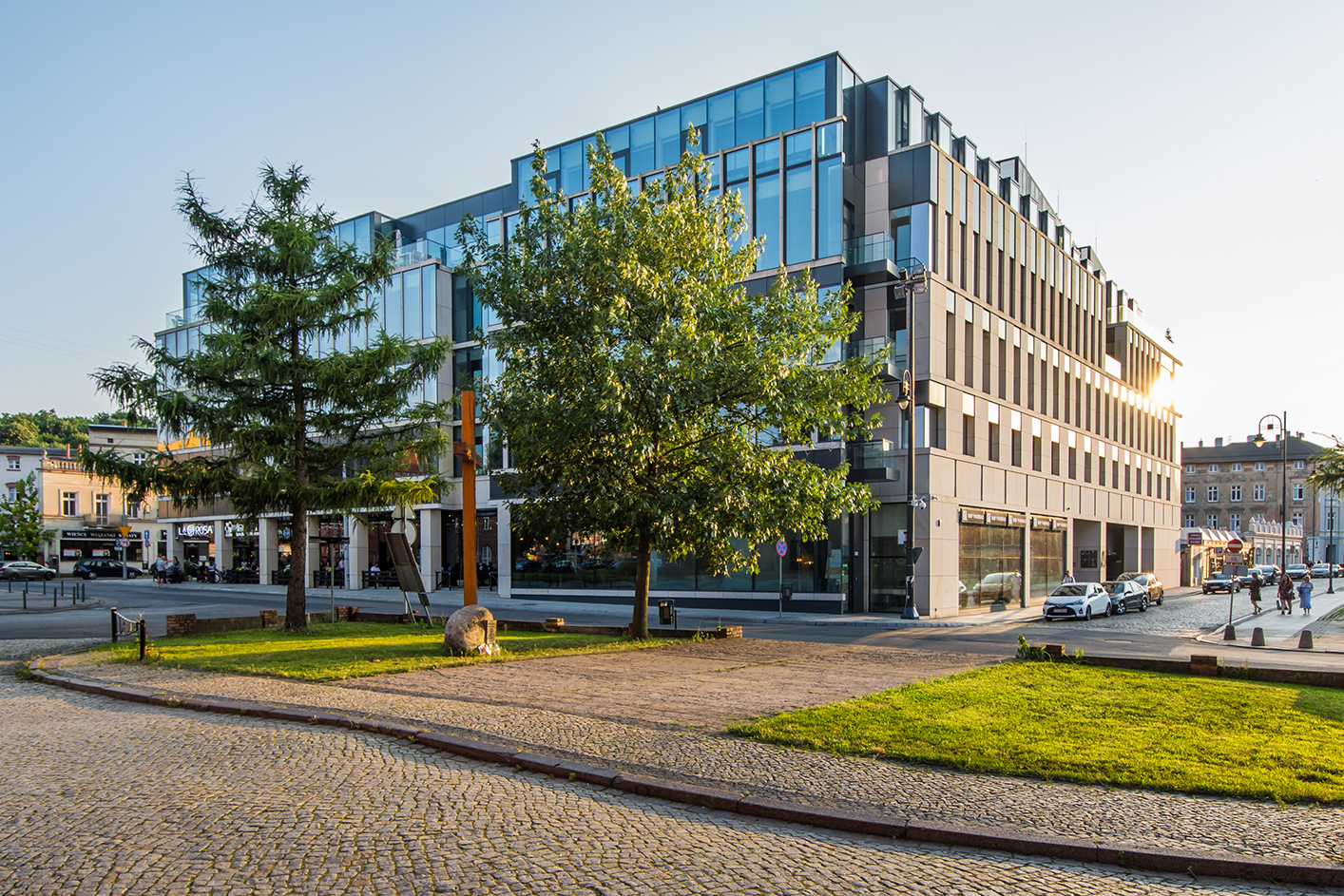
Siedziba grupy kapitałowej Immobile w Bydgoszczy

Makrum – fabryka w Bydgoszczy założona w 1868 roku, od 2009 należąca do grupy kapitałowej Makrum, a od 2014 do Grupy Kapitałowej Immobile z siedzibą w Bydgoszczy.
Marka Makrum funkcjonuje w Grupie Przemysłowej Projprzem Makrum zależnej od Grupy Kapitałowej Immobile.

## Charakterystyka
Głównym trzon działalności marki Makrum stanowią kruszarki, młyny, suszarnie oraz innowacyjna maszyna dla budownictwa drogowego Granulator Destruktu Asfaltowego GDA. Produkowane są tutaj również wielkogabarytowe konstrukcje stalowe, stosowane w górnictwie morskim, budownictwie okrętowym i w przemyśle maszynowym. Zakład świadczy również usługi m.in. obróbkę mechaniczną i plastyczną, remonty maszyn i urządzeń, spawanie, odprężanie, czyszczenie i malowanie konstrukcji stalowych itp.
W zakładzie wykonywano konstrukcje i maszyny m.in. dla takich klientów jak: Rolls Royce, Helmerding, KGHM Polska Miedź, AXTech.

## Historia

### Okres pruski
Początki fabryki sięgają roku 1868, gdy przemysłowiec Hermann Löhnert uruchomił przy ul. Podolskiej warsztat produkcji maszyn i urządzeń rolniczych. Oprócz działalności produkcyjnej prowadził remonty maszyn oraz świadczył usługi dla rolnictwa. Do 1897 wykonano m.in. 4000 młocarni do koniczyny. Zatrudnienie wynosiło wtedy ok. 30 osób. Po budowie w 1884 zakładu przy ul. Dworcowej 13 oraz zakupie od Waldemara Jenischa prototypu młyna kulowego, zakład zmienił profil produkcji na maszyny i urządzenia do mechanicznej przeróbki surowców mineralnych, m.in. młyny do przemiału cementu, rud metali i nawozów sztucznych oraz maszyny dla cukrowni i gorzelni. Produkcja młynów kulowych dla cementowni oparta była na własnych patentach, a produkty sprzedawano w Niemczech i za granicą, nawet w Chinach. Właściciel zakładu Hermann Löhnert (zm. 1910) dobrze ułożył sobie stosunki z robotnikami w fabryce, fundując im. m.in. książeczki oszczędnościowe oraz udzielając pomocy Przemysłowej Szkole Dokształcającej.
W 1899 przy udziale Ostbank für Handel und Gewerbe z Poznania, firma stała się spółką akcyjną, zatrudniającą ok. 240 osób. Na początku XX wieku zakupiono teren na wschodnim obrzeżu ówczesnej Bydgoszczy przy ul. Leśnej z przeznaczeniem na rozbudowę zakładu. W latach 1902–1912 powstały tu: budynek administracyjny i zaplecze techniczne, m.in. hala obróbki mechanicznej i montażu, blacharnia, kotlarnia, kuźnia, odlewnia żeliwa, siłownia z turbiną parową (800 kW), stolarnia i narzędziownia oraz bocznica kolejowa doprowadzona od linii Warszawsko-Bydgoskiej.
W 1913 wykonano pierwszą kompletną cementownię z piecem obrotowym na metodę suchą z młynami do przemiału węgla, surowców i klinkieru dla przemysłu mineralnego, a w następnym roku cementownię z piecami szybowymi. Zatrudnienie sięgało 800 osób. Podczas I wojny światowej fabryka realizowała zamówienia dla armii niemieckiej.

### Okres międzywojenny
W 1920 personel techniczny, złożony w 90% z Niemców, wyjechał do Rzeszy. Po uzupełnieniu załogi Polakami zakład produkował urządzenia dla cukrownictwa, kotły parowe, a także konstrukcje stalowe (m.in. rozprężane zbiorniki na gaz miejski). Pracowało tu ok. 540 osób, a fabryka dysponowała kapitałem mieszanym niemiecko-polskim. W latach 20. poszerzono asortyment o maszyny i urządzenia do kotłowni, walce, dźwigi, podnośniki, żurawie, maszyny budowlane, drogowe i inne. W czasie swego największego rozkwitu był to drugi pod względem wielkości zakład przemysłowy Bydgoszczy. Kotły parowe i żelazne konstrukcje metalowe eksportowano do Jugosławii i Belgii.
Podczas wielkiego kryzysu (1929-1935) fabryka zredukowała działalność do minimum. Z ponad 500 pracowników pozostało tylko 21, a obroty w 1935 kształtowały się na poziomie 2,5% w stosunku do roku 1929. W kwietniu 1932 fabryka zgłosiła upadłość, w której pozostawała do końca 1938, kiedy wartość produkcji osiągnęła 19% wartości produkcji z 1929, a zatrudnienie – ok. 250 osób. W 1938 powołano do życia spółkę dzierżawców pod nazwą: Pomorska Fabryka Maszyn Spółka z o.o. w Bydgoszczy. W 1939 uruchomiono produkcję maszyn kruszących materiały twarde, taboru kolei wąskotorowych oraz maszyn i urządzeń dla cementowni, cukrowni, cegielni i różnego typu kotłów i zbiorników. W sierpniu 1939 w przedsiębiorstwie pracowały 103 osoby (głównie ślusarze i tokarze).

### Okres okupacji niemieckiej
Podczas okupacji hilerowskiej fabryka pod nazwą Bydgoska Fabryka Maszyn Hermanna Löhnerta pracowała na rzecz niemieckiej machiny wojennej. Wytwarzała m.in. sekcje do łodzi podwodnych, windy, kotwice, odlewy żeliwne oraz szrapnele.

### Okres PRL
W 1946 fabryka została upaństwowiona. Produkowała części do parowozów, maszyny dla cukrowni i budownictwa, konstrukcje mostowe, remontowała urządzenia i maszyny. W zakładzie przy ul. Leśnej 19 pracowało ok. 700 pracowników, w pozostałych 3 oddziałach: przy ul. Świętej Trójcy 11 – 139 osób, przy ul. Gdańskiej 112 – 76 osób, a przy ul. Fordońskiej 102 – 42 osoby. Na początku 1948 zatrudnienie w przedsiębiorstwie wynosiło 815 osób, a w 1954 roku – 1200 osób, w tym 200 kobiet.
W latach 50. i 60. XX w. fabrykę znacznie rozbudowano, wznosząc hale obróbki mechanicznej, montażu i odlewnię żeliwa z kompleksem oddziałów towarzyszących. W 1957 po połączeniu z dawną Bydgoską Fabryką Maszyn i Kotłów Parowych Hansa Eberhardta oraz pomniejszymi zakładami zmieniono jej nazwę na Pomorskie Zakłady Budowy Maszyn „Makrum” i podzielono na wydziały: odlewnię, modelarnię, mechaniczny II, montażowy II, krajalnic, kompresorownię i kotłownię. Integralnie z nią związane były magazyny żelaza i blach oraz odlewów. Kolejny etap rozbudowy zakładów nastąpił w latach 1962-1967. Jego celem była dalsza przebudowa hal fabrycznych
i doposażenie w maszyny do obróbki urządzeń ciężkich, wielkogabarytowych. W latach 70. wprowadzono automatyzację produkcji m.in. w pracach spawalniczych wraz z aparatura kontrolną. Na obniżenie jakości produkowanych wyrobów miał wpływ przymus stosowania krajowych podzespołów, surowców i urządzeń (łożyska, silniki, urządzenia elektryczne i hydrauliczne), które dostarczano nierytmicznie i z wadami, a niektóre specjalistyczne urządzenia dostępne były jedynie z importu.
W latach 60. i 70. XX w przedsiębiorstwo liczyło się w Europie jako producent maszyn i urządzeń dla przemysłu materiałów budowlanych. Wytwarzano w 60% typowe, powtarzalne maszyny i urządzenia, a około 40% produkcji obejmowało wyroby wytwarzane jednostkowo, realizujące konkretne zamówienie odbiorcy. Maszyny nietypowe często były urządzeniami prototypowymi, które sprawdzano i poddawano testom technicznym dopiero w czasie eksploatacji u odbiorcy. Od 1975 zakład posiadał własne biuro konstrukcyjne, które przygotowało pełną dokumentację techniczną na parki maszynowe następujących obiektów: Fabryka Tlenku Glinu w Nowinach, cementownie: Nowiny, Kujawy w Piechcinie, Groszowice, Małogoszcz, Tarnobrzeg, Sulejów, Szczakowa, Goleszów. Powstawały tu m.in. urządzania dla cementowni w Wierzbicy, Działoszynie, Piechcinie, Górażdże, Ożarowie. Zakład należał do Zjednoczenia Mechanizacji Budownictwa „Zremb” w Warszawie. Przedsiębiorstwo realizowało zamówienia eksportowe do krajów RWPG i państw arabskich, a najwięcej do: Libii, Pakistanu, Kuwejtu, Korei Północnej, Wietnamu oraz ZSRR, NRD, Bułgarii, Mongolii i Chin. Sporadycznie realizowano zamówienia dla klientów z krajów zachodnich.
W latach 60. wzniesiono Wydział Konstrukcji Ciężkich z Oddziałem Obróbki Mechanicznej i Kotlarni Ciężkiej. Do przewozu wielkogabarytowych maszyn i urządzeń służyły barki i statki, do transportu kolejowego i drogowego niskopodłogowe przyczepy. Od 1960 produkowano koparki kołowo-frezowe i ładowarki, od 1968 łamiarnie samojezdne na gąsienicach. W ramach eksportu zbudowano w Iraku cementownię w Fallua i zakład wapienniczy w Karbali, przemiałownię cementu w Kuwejcie i w Beremend na Węgrzech. Produkowano też korowniki dla przemysłu papierniczego i duże wiertnice do drążenia tuneli, a od 1990 kompostownie do utylizacji odpadów miejskich.
W latach 80. z Pomorskich Zakładów Budowy Maszyn „Zremb Makrum” eksportowano ok. 30% produkcji sprzedanej. Oprócz wyposażenia dla cementowni na Bliskim Wschodzie wysyłano maszyny i całe obiekty do Bułgarii, Czechosłowacji i ZSRR.
Brak możliwości rozbudowy zakładu na osiedlu Leśnym był przyczyną decyzji o budowie w Paterku pod Nakłem nowego kompleksu produkcyjnego, trzykrotnie większego, niż w Bydgoszczy. Z powodu kryzysu gospodarczego w latach 80. kompleksu nie ukończono i w 1983 przekazano PKP.

### Okres III RP
W 1991 nastąpiła komercjalizacja przedsiębiorstwa i prywatyzacja w ramach Narodowych Funduszy Inwestycyjnych. Przełomem okazał się rok 2001, gdy głównym udziałowcem Makrum został Rafał Jerzy. Dzięki niemu spółka zaczęła dynamicznie działać w branży off shore oraz marine, a w 2007 zadebiutowała na warszawskiej Giełdzie Papierów Wartościowych. W 2008 przejęto szczecińską stocznię Pomerania, a w 2009 Heilbronn Pressen (producenta pras przemysłowych) – co zapoczątkowało proces tworzenia Grupy Kapitałowej Makrum. W 2012 na wydzierżawiony teren w Paterku (15 ha) przeniesiono oddział produkcyjny zatrudniający ok. 400 pracowników. Na terenie poprzemysłowym przy ul. Leśnej w Bydgoszczy rozważano budowę centrum handlowego „Makrum Park”.
W 2012 Makrum przejęła spółkę Immobile, w 2013 rozpoczynając proces połączenia obu spółek, zakończony w 2014 zmianą nazwy na Grupa kapitałowa Immobile Grupa prowadzi działalność w branży elektromaszynowej, hotelarstwie, budownictwie, handlu i zarządzaniu nieruchomościami. W 2015 zdecydowano o przeprowadzce zakładu z osiedla Leśnego na działkę (2 ha) przylegającą do Bydgoskiego Parku Przemysłowo-Technologicznego. Na terenach ograniczonych ulicami: Leśną, Kamienną, Dwernickiego i Sułkowskiego zaprojektowano budowę osiedla biurowo-mieszkaniowego „Platanowy Park”, z kilkunastoma budynkami z ponad 1000 mieszkań. Budowę pierwszego budynku wielorodzinnego na tym obszarze rozpoczęto 29 maja 2014 r.
25 września 2019 przystąpiono do wyburzania zachowanych dotąd zabudowań produkcyjnych na Osiedlu Leśnym: hali produkcyjnej, pieca, budynku biurowego z trafostacją, krajalni, suwnic północnej i południowej, malarni i śrutowni. Pamiątką po fabryce z pocz. XX wieku będą dwie prasy, które zamierza się pozostawić na terenie przyszłego osiedla.